# Карповское-на-Письме
Карповское-на-Письме — опустевшая деревня в Буйском районе Костромской области. Входит в состав Центрального сельского поселения.

## География
Находится в западной части Костромской области на расстоянии приблизительно 18 км на юго-запад по прямой от районного центра города Буй у речки Письма.

## История
В 1872 году здесь было учтено 26 дворов, в 1907 году — 45. Изначально деревня называлась Карповское, современное изменение названия связано с наличием одноименной деревни в сельском поселении.

## Население
Постоянное население составляло 173 человека (1872 год), 223 (1897), 290 (1907), 9 в 2002 году (русские 100 %), 0 в 2022.